# Destruidor de tanques

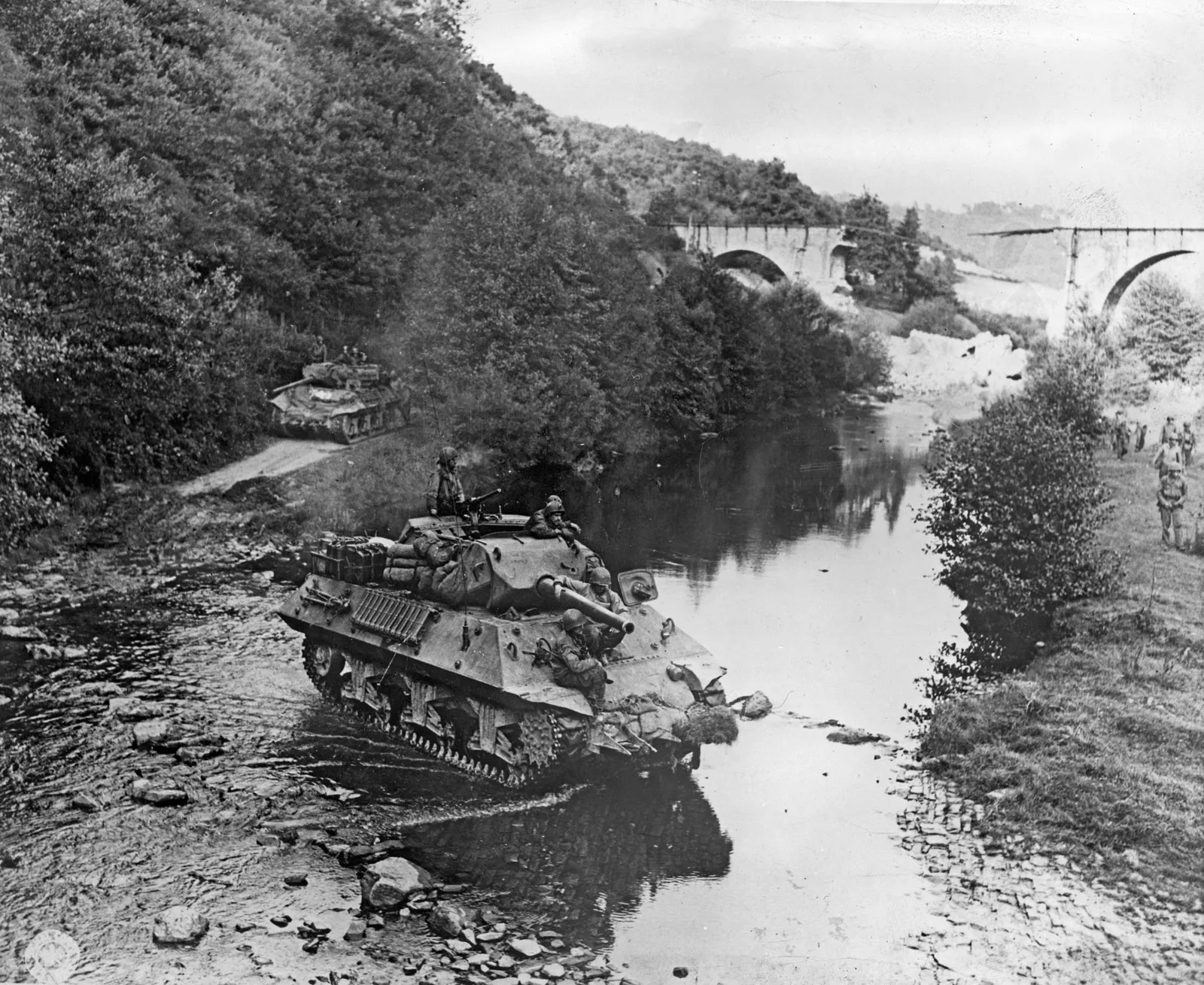
Um M-10 americano da Segunda Guerra Mundial.

Um destruidor de tanques, veículo antitanque ou caça tanques é um tipo de veículo blindado de combate, equipado com um canhão anti tanque ou um lançador de mísseis, com limitações operacionais, especializado em destruir outros veículos de combate.
Carros de combate são veículos de combate usados na linha de frente que combinam capacidades ofensivas e defensivas de mobilidade operacional e tática, atuando em guerra mecanizada. Os destruidores de tanques são especializados em destruir outros veículos blindados. Durante a Segunda Guerra Mundial, eram construídos sob chassis de carros de combate comuns com lagartas, mas com o passar dos anos, foram sendo equipados com rodas normais.
Desde a Segunda Guerra Mundial, os destruidores de tanques tem caído em desuso devido aos novos blindados multi-uso utilizado pelos países, equipados com canhões mais potentes e já embutidos com lança-mísseis.

## Segunda Guerra Mundial
Veículos antitanques fizeram sua primeira aparição importante na Segunda Guerra Mundial, como veículos combatentes desenvolvidos e táticas de blindados eficazes. Alguns eram pouco mais do que soluções paliativas, como montar uma arma antitanque em um veículo sobre lagartas para dar mobilidade, enquanto outros eram modelos mais sofisticado. Exemplos desse tipo de blindado durante a guerra são os alemães Marder III e Jagdpanzer 38(t) Hetzer.

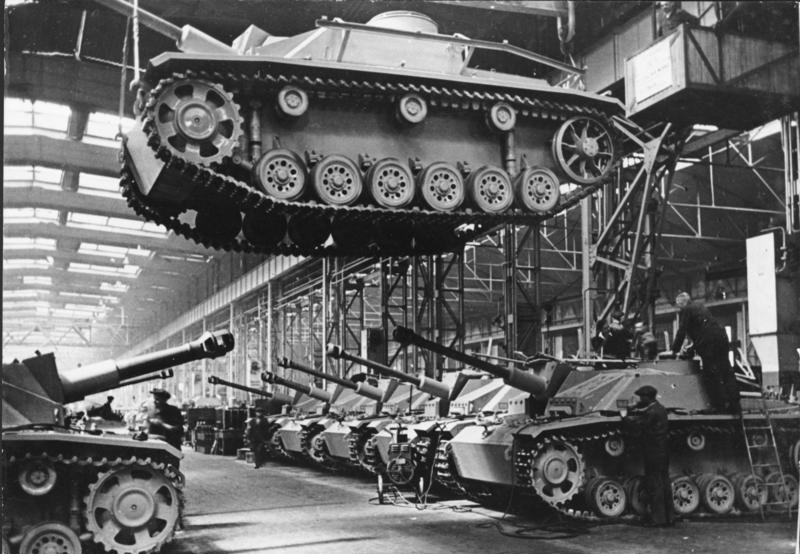
Linha de produção do Sturmgechütz III, em 1943.

Exceto para a maioria dos modelos americanos, destruidores de tanques eram em sua maioria veículos blindados sem torres, e tinha seu canhão fixado em casamatas ou superestruturas. Quando um destruidor tanque foi utilizado contra os tanques inimigos a partir de uma posição defensiva, como por emboscada, a falta comum de uma torre rotativa não foi particularmente crítica, enquanto a silhueta menor era altamente favorável. Outra vantagem é que, sem a necessidade de uma torre, era permitido o alojamento de uma arma mais poderosa, tipicamente uma arma antitanque.
A eliminação da torre permitiu também que o veículo poderia ter uma blindagem melhor. Às vezes não havia um teto blindado (apenas uma cobertura impermeável), para manter o peso total até o limite que o chassi pudesse suportar. Outra vantagem era que, com a ausência de uma torre, sua fabricação era significativamente mais barata, mais rápida e mais fácil que as dos tanques comuns. Nisso destaca-se o Sturmgechütz III, que foi um dos blindados mais produzidos durante a guerra, com cerca de 10.000 unidades produzidas.
Após duras lições no início da guerra, metralhadoras foram montados para uso contra a infantaria, mas, com um ângulo de rotação limitado, significava que elas ainda eram menos eficazes do que aquelas utilizadas em tanques com torres.

### Soviéticos

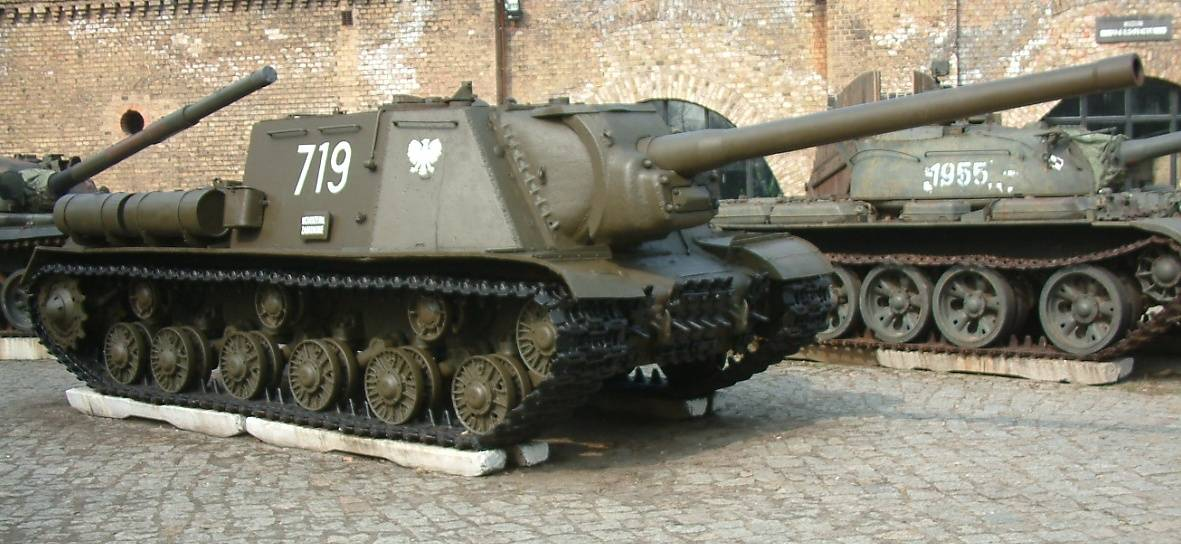
ISU-152.

A maioria dos modelos de destruidores de tanques soviéticos eram semelhantes Jagdpanzers (em alemão: caça tanque) alemães. Os resultados foram menores, mais leves e mais simples em fabricação, com canhões equivalentes ao Tiger II. Os soviéticos produziram altas unidades dos canhões autopropulsados baseado no chassi do tanque médio T-34: O SU-122, de 122 milímetros, o SU-85, de 85 milímetros e o SU-100, de 100 milímetros.
Os destruidores de tanques mais pesados foram construídos com o chassi do tanque pesado IS-2, criando assim o ISU-122, de 122 milímetros, e o ISU-152, de 152 milímetros, sendo que ambos tinham capacidades de destruição impressionantes, ganhando assim o apelido russo Zveroboy ("assassino de bestas"), por sua capacidade de destruir os tanques alemães Tiger, Panther e Elefant, geralmente, com um único disparo. O ISU-152 era equipado com um obus pesado soviético M-1937-1943.
O antecessor do ISU-152 foi o SU-152, construído sobre o chassi do KV1S e compartilhou muitas semelhanças (incluindo o calibre do seu canhão) com o ISU-152. Em 1943, os soviéticos também mudaram toda a produção de tanques leves, como o T-70, para o destruidor de tanques SU-76, que era muito mais simples e mais bem armado, utilizando o mesmo chassi do T-70. O SU-76 foi originalmente concebido como um veículo antitanque, mas logo foi relegado ao papel de apoio à infantaria.

### Americanos

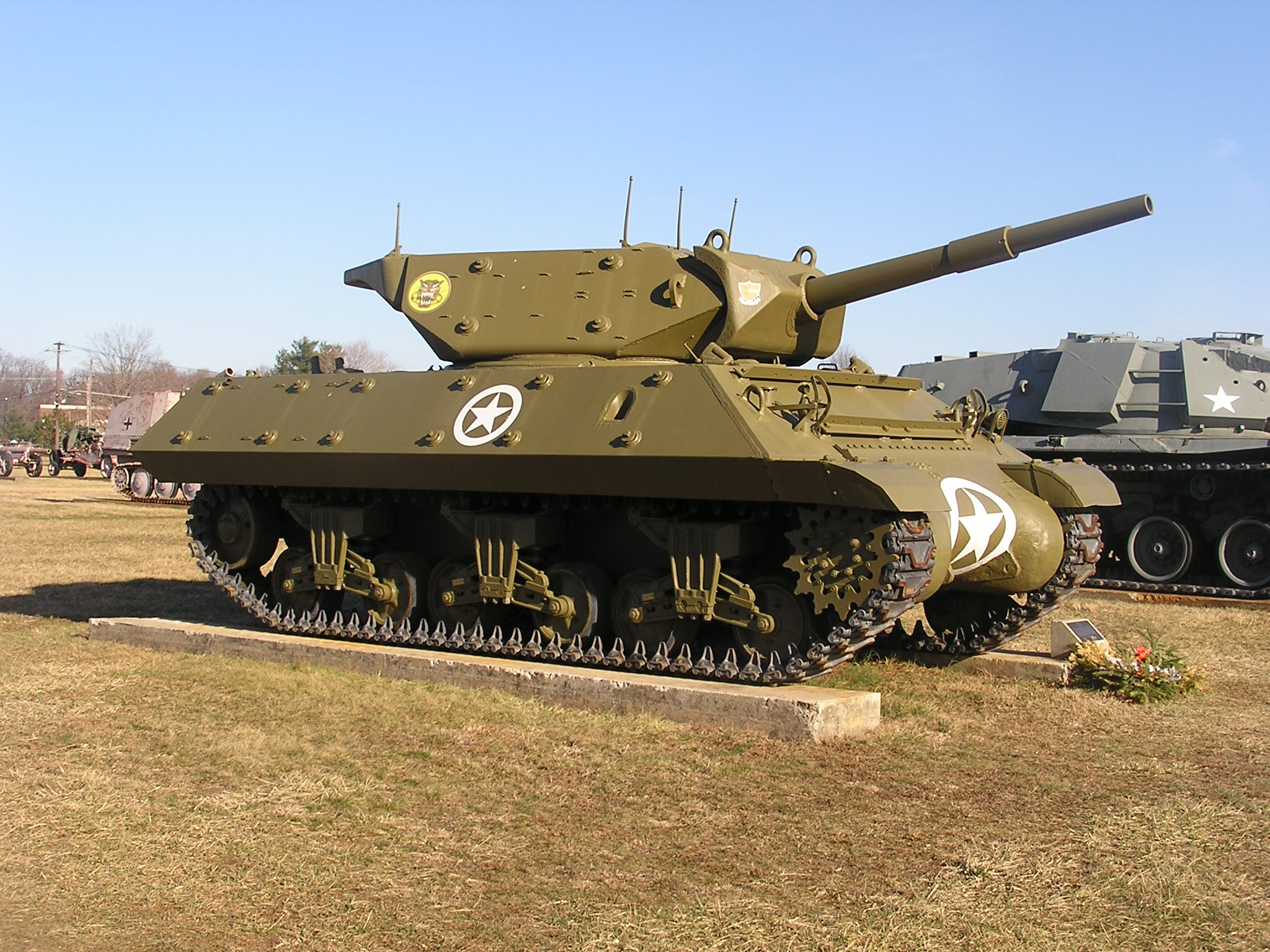
M10 Wolverine.

Os americanos produziam seus destruidores de tanques a partir dos chassis da família do M4 Sherman, que era um tanque de fácil produção e estava disponível em um número grande. Os americanos optaram também por blindados com torres rotativas sem teto, como o M18 Hellcat e o M10 Wolverine (oque os tornavam alvos fáceis para granadas de mão, explosões de artilharia ou metralhadoras disparadas a partir de aeronaves). Optaram também por canhões de calibres médios, como canhões de 76 e 90 milímetros.
Os primeiros destruidores de tanques americanos eram canhões antitanques montados sobre caminhões semi-lagartas, como o M3, dando origem ao M3 GMC, que era equipado com um canhão de 75 milímetros.

### Britânicos

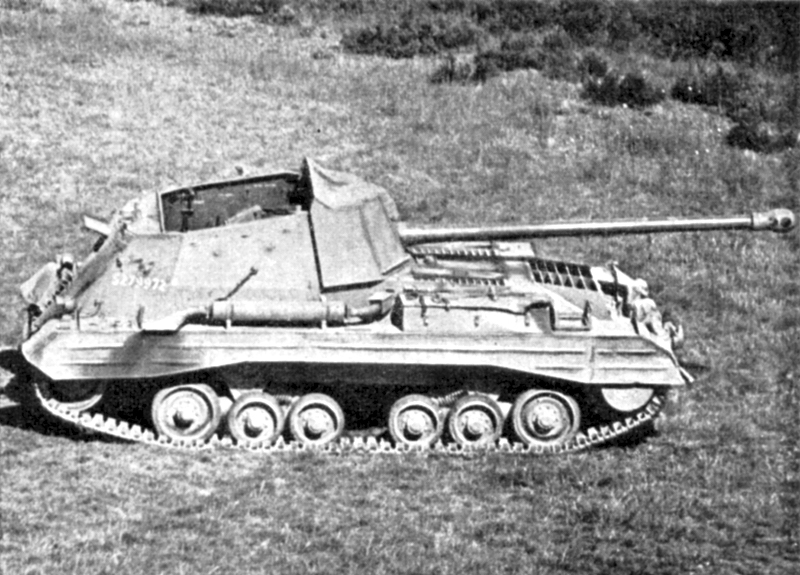
Archer.

Assim como os tanques britânicos nos primeiros anos da guerra, tanto os de infantaria, como os cruzadores, foram (com exceção do Matilda), eram equipados com o canhão de 40 milímetros Ordnance QF 2-pounder, capaz de ser utilizado contra os tanques alemães, sendo mais tarde substituído pelo Ordnance QF 6-pounder, de o 57 milímetros. Houve um impulso adicional dada ao desenvolvimento de canhões anti-tanque, que culminou com o Ordnance QF 17-pounder, de 76 milímetros, amplamente considerado um dos melhores canhões anti-tanque da guerra.
Nisso, surgiu o Archer, que utilizava o Ordnance QF 17-pounder montado em cima do chassi do Valentine, com uma superestrutura blindada para dar alguma proteção a tripulação, que lembrava um pouco a alemã Marder III. O Archer tinha uma característica que o diferenciava de outros destruidores de tanques comuns: ele era conduzido a partir da parte traseira, ou seja, andava de ré. Esta característica foi feita para que o veículo atirasse e abandonasse o local, sem a necessidade de o condutor manobrar o veículo. Para isso dar certo, toda a tripulação foi alocada na parte "traseira" do chassi do Valentine, e o motor foi alocado na parte "dianteira" do chassi.

O Ordnance QF 17-pounder foi equipado também nas unidades do M10 fornecidas pelos Estados Unidos, criado assim a sua variante britânica, o Achilles.